# CSS Albemarle

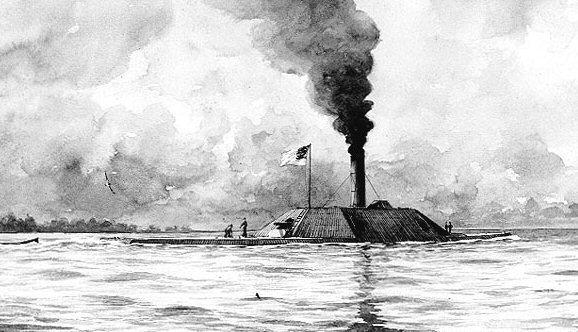
CSS Albemarle

CSS Albemarle - броньований паровий таран військово-морських сил Конфедерації (пізніше другий  Albemarle у складі Військово-морських сил США), названий на честь міста та затоки у Північній Кароліні.

## Побудова
16 квітня 1862 р. Департамент військово-морського флоту Конфедерації захоплений  наступальним потенціалом броненосних таранів після перемоги їхнього першого броненосця CSS Virginia  (перебудований фрегат "Меррімак" ) над дерев'яними паровими фрегатами Союзу, підписала контракт з дев'ятнадцятирічним лейтенантом-конфедератом Гілбертом Елліоттом з міста Елізабет-Сіті, штат Північна Кароліна. Він повинен був організувати будівництво меншого за "Вірджинію", але досить потужного корабля подібного типу для знищення військових кораблів Союзу у Північній Кароліні. Відповідні  кораблі дали змогу військам Союзу утримувати стратегічні позиції, що забезпечували контроль північан над сходом Північної Кароліни.

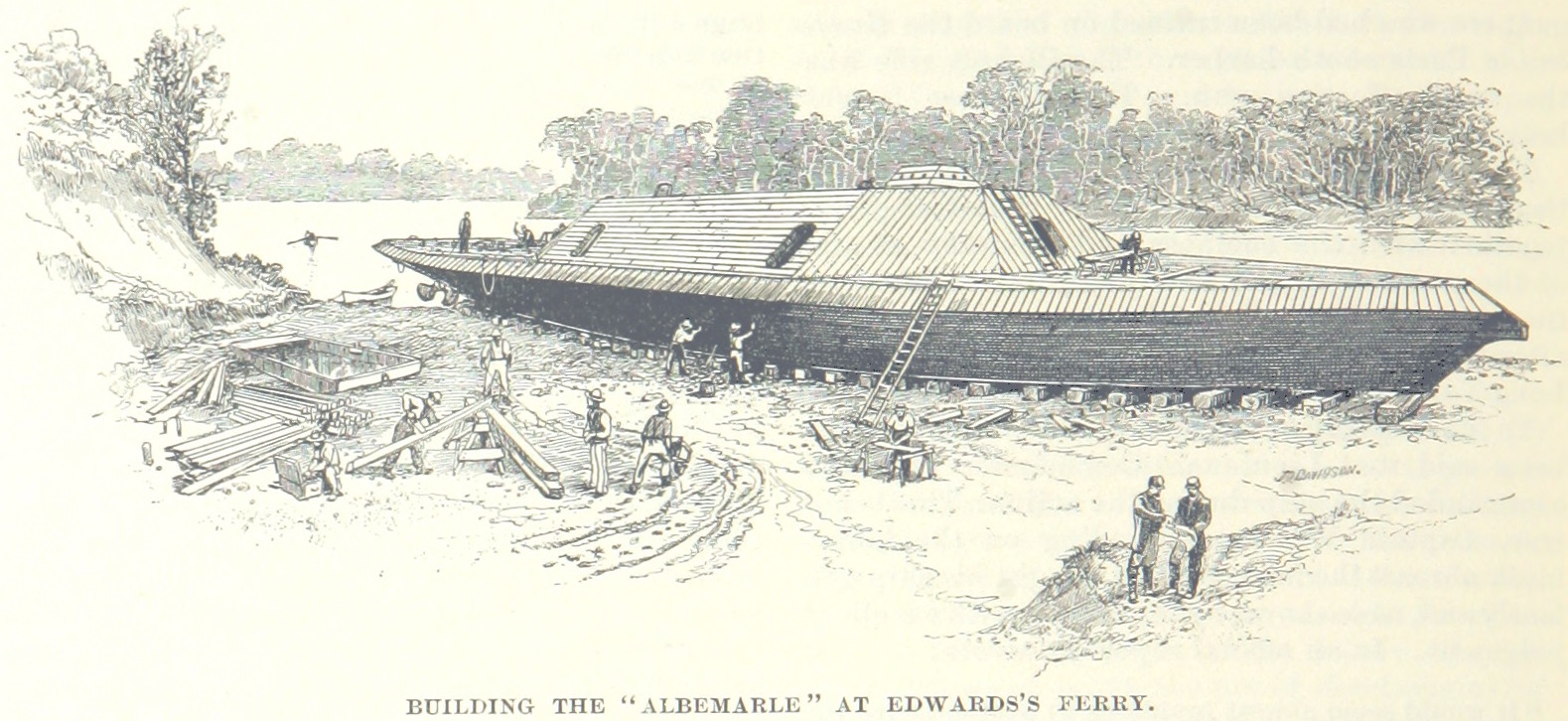
Побудова Albemarle

## Артилерія та снаряди
Albemarle був оснащений двома 160 міліметровими   нарізними гарматами Брука. Боєзапас складався з розривних снарядів, протипіхотної картечі та дрейфгагелів, а також тупоносих, зроблених з твердого кованого заліза "болтів" для використання проти броненосців північан. Це була рання спроба створити бронебійний снаряд.  Фактично це була модифікація ядра, але снаряд був витягнутий, а не сферичний, що забезпечувало його більш потужний удар по тій же площі, у порівнянні з традиційним ядром, і, таким чином, сильніше проникнення у перешкоду. Такими снарядами було неможливо ефективно стріляти з традиційних гладкоствольних морських гармат, оскільки у такому випадку він безладно обертався під час польоту.

## Служба на річці Роанок

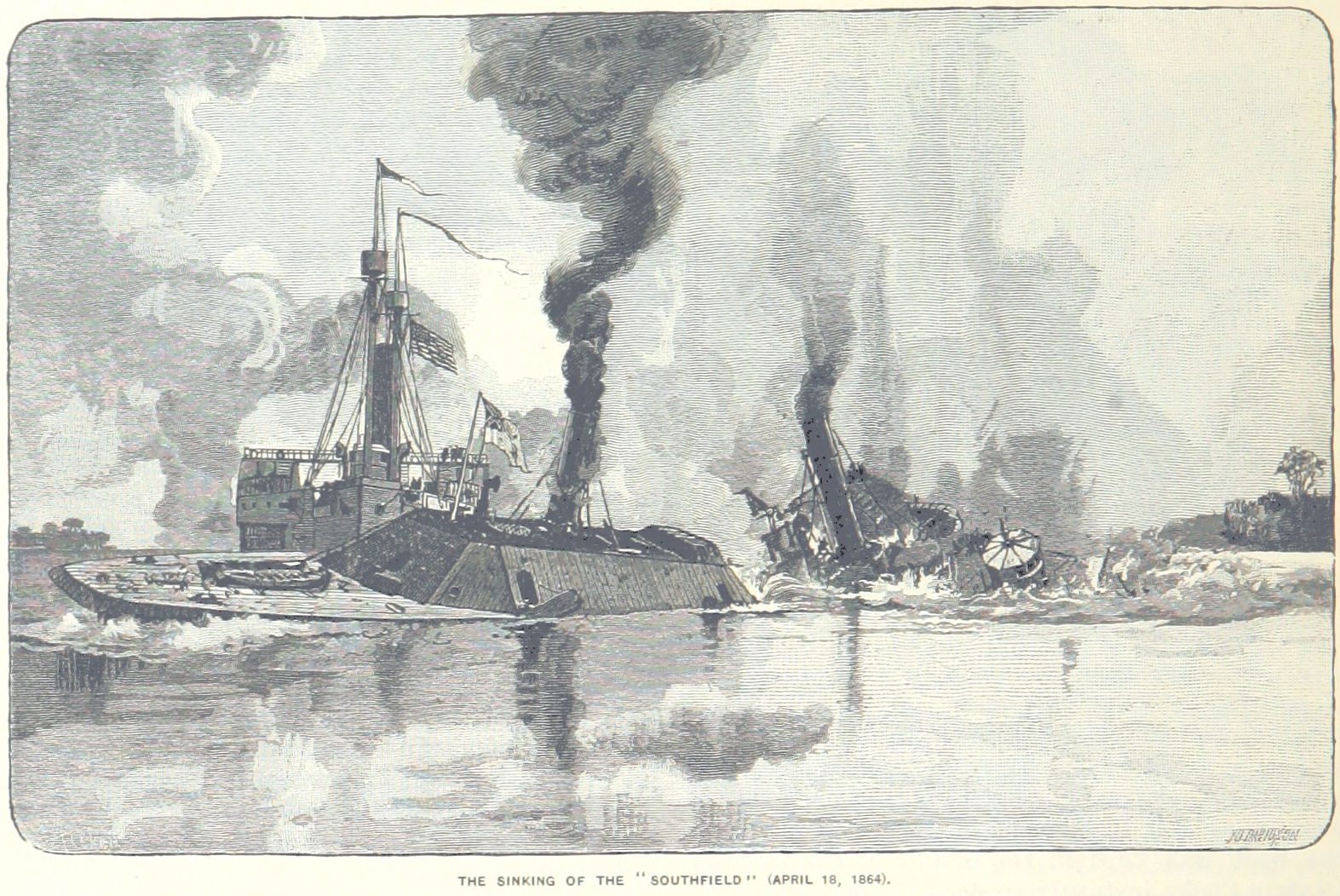
Albemarle топить тараном Southfield

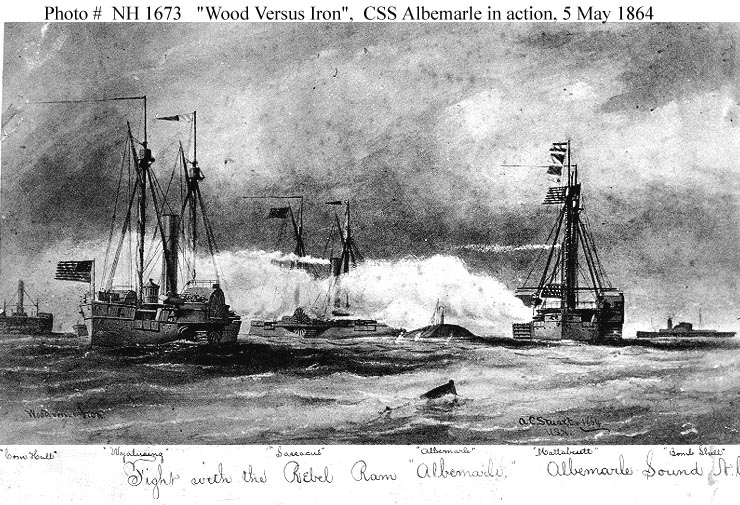
Битва у затоці Албермарл, 5 травня 1864 року. Безщогловий CSS Albemarle у центрі між двома канонерськими човнами північан, оповитий димом від гарматних пострілів

## Потоплення корабля

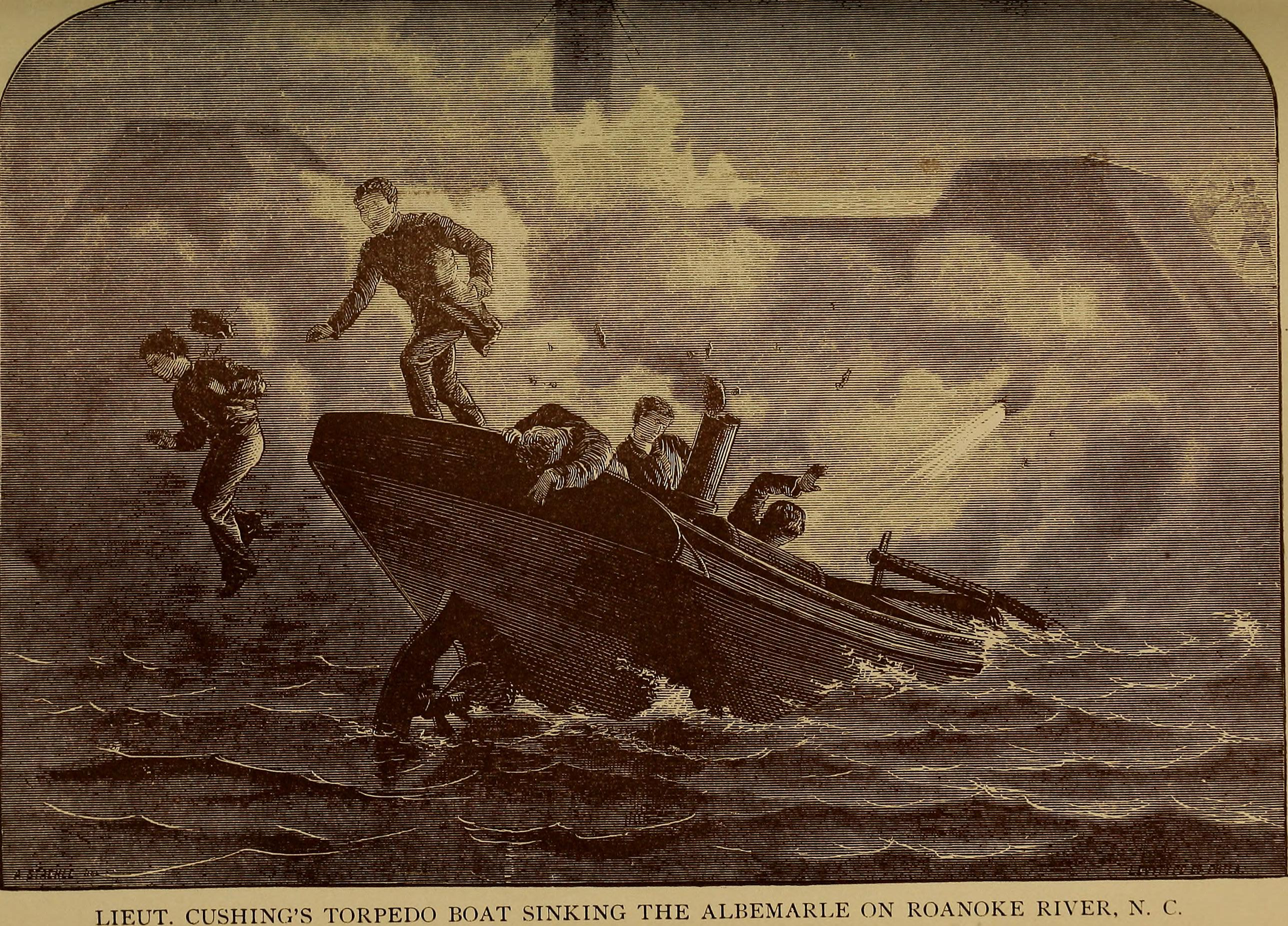
Вибух жердинної міни під Albemarle

Коли диверсанти наблизилися до доків конфедератів їх помітили в темряві. Вони потрапили під потужний вогонь з гвинтівок та пістолетів як з берега, так і на борту Albemarle. Наблизившись до броненсця, вони швидко виявили, що корабель захищали загородження з плавучих колод. Проте ці загородження пробули у воді багато місяців і обросли. Паровий катер просковзнув над ними без особливих труднощів. Жердинна міна ткнулася у корпус броненосця, і  лейтенант Кушинг потягнувши за ремінь, здетонував її заряд.

## Підйом корабля та пізніша служба

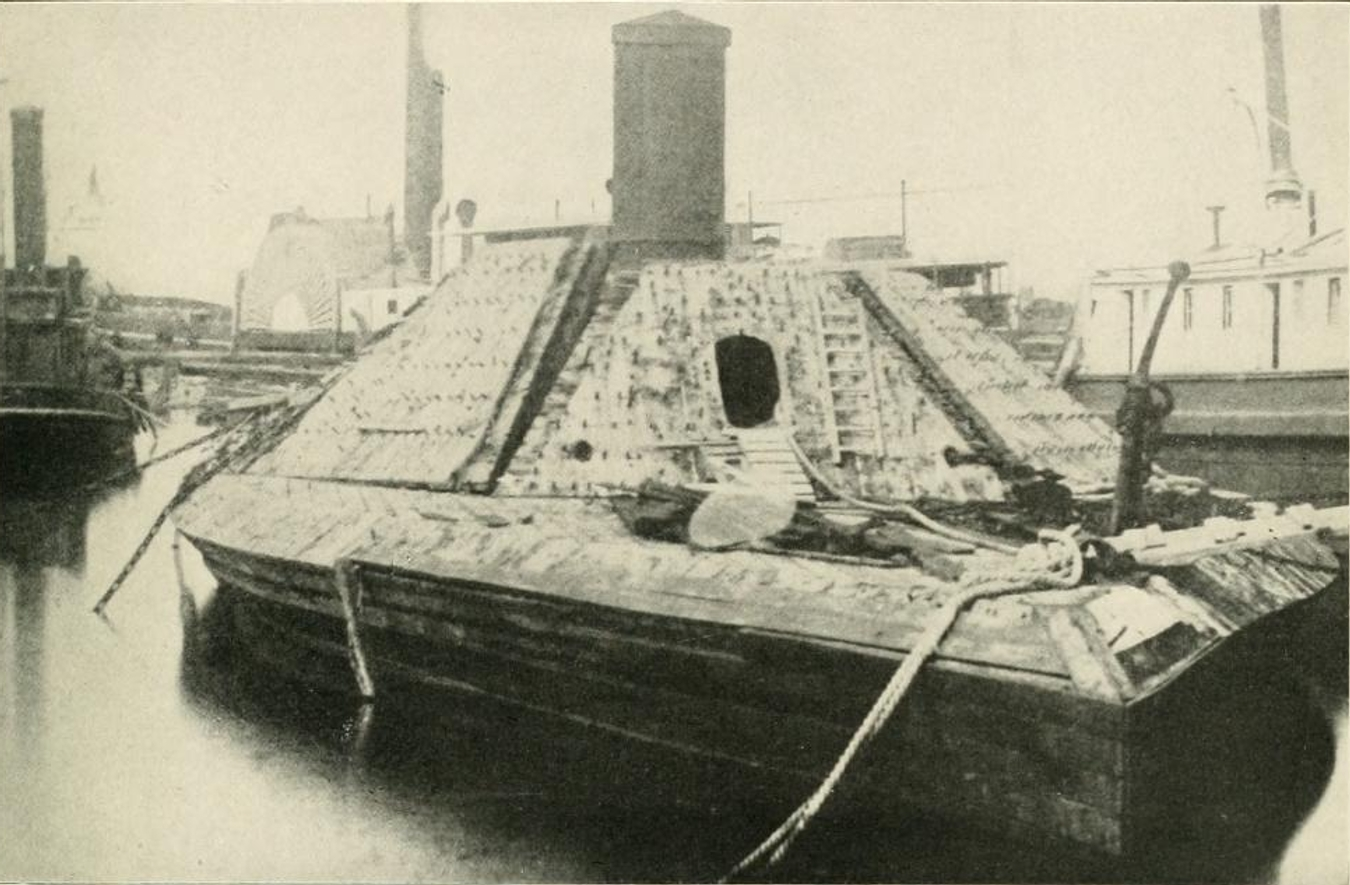
CSS Albemarle після підйому.